# Theligonum cynocrambe
Primorska pasja loćika (lat. Theligonum cynocrambe) je niska do niska polegla ili povremeno uspravna, obično bez dlaka jednogodišnja biljka. Listovi su cjeloviti, jajoliki, nenazubljeni. Donekle je sukulentna, donji listovi su nasuprotni, a gornji se izmjenjuju potiskivanjem po jednog lista svakog para. Osebujni sjedinjeni membranozni stipuli. Velike batičaste žlijezde prisutne su na vrhu lišća, cvjetovi su beznačajni s opnastim periantom, 2-3 mm, zelene, jednospolne s oba spola na istoj biljci, u jedno- do trocvjetnim grozdovima. Muški cvjetovi imaju valvasti do okruglasti periant, koji se cijepa na dva do pet režnjeva kada se cvijet otvori. Postoji 7 do 12, ali ponekad samo 2 i čak 30 prašnika s filiformnim nitima i prašnicima koji su uspravni u pupoljku, ali vise kasnije, ženski cvjetovi imaju cjevasti kratko nazubljeni perianth i jajnik od jedne karpele koja sadrži jednu bazalnu ovulu. Stil je jednostavan i proizlazi iz baze jajnika. Jajnik se nepravilno povećava s jedne strane, a u vrijeme plodonošenja stub postaje bočni. Plod je okruglasta orašasta koštunica veličine 2 mm, koja sadrži jednu sjemenku s mesnatim endospermom. Pokazuje mirmekohoriju, odnosno raspršivanje sjemena djelovanjem mrava. Mravi se hrane uljnim tijelom ili elaiosomom raznih sjemenki i često nose sjeme na neku udaljenost od matične biljke. Uljno tijelo sjemena formirano je od dijela perikarpa koji ostaje pričvršćen za bazu sjemena. Mravi pojedu uljno tijelo i potom ostave sjeme neoštećeno. Mladi izdanci T. Cynocrambe ponekad se jedu kao povrće. Raste na kamenitim staništima, pjeskovitom tlu, starim zidovima, često na vlažnim i zasjenjenim mjestima. Cvjeta od veljače do lipnja.

## Vanjske poveznice
- http://www.theplantlist.org/tpl1.1/search?q=theligonum+cynocrambe
- https://www.maltawildplants.com/RUBI/Theligonum_cynocrambe.php
- https://www.researchgate.net/publication/287697414_The_fossil_flora_of_Kallithea_Rhodes_Greece_at_the_PliocenePleistocene_boundary
- https://www.researchgate.net/publication/343651174_Theligonum_cynocrambe_L_Theligonaceae_on_the_South_Coast_of_the_Crimea_Osobennosti_proizrastania_Theligonum_cynocrambe_L_Theligonaceae_v_usloviah_Uznogo_berega_Kryma